# Черкасова, Екатерина Ивановна
Принцесса Гедви́га Елизаве́та Курляндская, в замужестве баронесса Екатери́на Ива́новна Черка́сова (23 июня (4 июля) 1727 — 31 марта (11 апреля) 1797) — дочь Э. И. Бирона, гофмейстерина императрицы Елизаветы Петровны, надзирательница за её фрейлинами.

## Биография
От брака Эрнста Иоганна Бирона, впоследствии герцога Курляндского, с девицею Бенигной Готлиб фон Тротта-Трейден, 23 июня 1727 года в городе Митаве родилась Гедвига Елизавета. По словам современников, она была некрасива, дурно сложена, горбата. Получила для своего времени блестящее образование под руководством выписанных с этою целью из-за границы учителей и под наблюдением императрицы Анны Ивановны и своей матери. В 1737 году Бирон был сделан герцогом Курляндским; следствием этого для Гедвиги Елизаветы был титул «принцессы» и свой особый придворный штат, состоявший из нескольких фрейлин, пажей и камер-юнгфер.
3 июня 1739 года в день свадьбы племянницы императрицы, принцессы Мекленбургской Анны Леопольдовны с принцем Антоном Ульрихом Брауншвейгским, Гедвига Елизавета начала свою придворную жизнь. В этот день она впервые присутствовала на официальном обеде во дворце и впервые управляла танцами в маскараде, устроенном вечером в большом дворцовом зале. С этих пор Гедвига Елизавета постоянно являлась на всех придворных торжествах. Желая угодить всемогущему Бирону, вельможи оказывали самое раболепное внимание его горбатой и некрасивой дочери. Анна Ивановна жаловала ей награды без всяких заслуг с её стороны. Так, когда в феврале 1740 года праздновалось заключение Белградского мира, Гедвига Елизавета, не имевшая к этому событию ни малейшего отношения, получила портрет императрицы, осыпанный бриллиантами. В это же время пронёсся слух, что государыня намеревается выдать её замуж за одного из германских князей. Быть может, это бы и случилось, если бы смерть императрицы не произвела переворота в жизни молодой принцессы.
В октябре 1740 года скончалась Анна Ивановна, оставив до совершеннолетия наследника верховную власть в руках Бирона, который через 22 дня был арестован и заключен в Шлиссельбургскую крепость вместе со всем своим семейством. Гедвига Елизавета семь месяцев провела в её казематах, ожидая окончания следствия над отцом. В июне 1741 года следствие было окончено. Герцог был приговорён к смертной казни, которая была заменена ссылкой на жительство в сибирский город Пелым, где для него и его семейства был выстроен небольшой дом.
13 июня 1741 года Бирон с семьёй был увезён под конвоем из Шлиссельбурга и в начале ноября прибыл на место ссылки. Вскоре герцог заболел; Гедвига Елизавета, по очереди с матерью, день и ночь дежурила у постели больного. 28 декабря в доме ссыльных произошёл пожар. Семейство герцога было помещено в доме пелымского воеводы.
В начале января 1742 года пришло известие о восшествии на престол императрицы Елизаветы Петровны. 20 января в Пелым прибыл курьер из Сената с указом императрицы, по которому герцогу возвращалась не только свобода, но и его силезское поместье Вартенберг, подаренное ему в 1731 году прусским королём. Собравшись в путь, Бирон с семейством намеревался поехать через Санкт-Петербург в Курляндию, но по настоянию князей А. М. Черкасского и Н. Ю. Трубецкого императрица издала новый указ, повелевавший герцогу ехать в Ярославль и жить там безвыездно. 26 марта Бирон прибыл в место назначения, где ему была предоставлена относительная свобода и некоторые удобства.
Несмотря на это ни он, ни его семейство не были довольны своим новым положением. В особенности жаловалась на свою судьбу Гедвига Елизавета. С первых же дней своего приезда Гедвига Елизавета стала придумывать средства избавиться от отцовского гнета и снова попасть в Санкт-Петербург и написала письмо к фавориту Елизаветы Петровны И. И. Шувалову, прося его ходатайствовать за неё перед двором; письмо осталось без ответа. Приведённая в отчаянье этими неудачами, принцесса решилась на крайнее средство; она задумала бежать из родительского дома.
Наконец, весной 1749 года, когда императрица со всем двором переехала в Москву и отправилась пешком на богомолье в Троицкую лавру, Гедвига Елизавета ночью 15 апреля пришла к жене ярославского воеводы Пушкина и, рыдая, заявила ей, что давно уже хочет принять православие, но Бирон, не соглашаясь на это, подвергает её всевозможным преследованиям. В заключение она просила Пушкину немедленно отвезти её в Троицкую лавру, чтобы иметь возможность лично умолять государыню о защите и покровительстве. Пушкина в ту же ночь отправилась с принцессою в Лавру. Приехав в монастырь, Пушкина представила принцессу графине М. Е. Шуваловой, первой статс-даме императрицы. Гедвига Елизавета сумела вызвать горячее участие к себе и Шувалова взялась ходатайствовать за неё перед государыней. Дело было представлено в таком виде, что родители беспощадно преследуют молодую принцессу только за то, что она хочет принять православие. Глубоко религиозная Елизавета Петровна сочла своим нравственным долгом оказать покровительство и приказала привезти её к себе. На свидании с императрицей Гедвига Елизавета разрыдалась и не могла вымолвить ни одного слова. Елизавета Петровна растрогалась и обещала в Москве окрестить её лично. Через три недели принцесса приняла православие в церкви Головинского дворца, причём при крещении получила имя Екатерины.
«Биронша» заинтересовала двор своей необыкновенной судьбой. На неё стали смотреть, как на несчастную, беспомощную сироту. Екатерина Ивановна сумела воспользоваться этим своим положением. Она завоевала доверие духовника императрицы, сделалась своим человеком у графини Шуваловой, вела себя необыкновенно скромно и умела угодить всем. Ближайшим результатом такой политики явилось её назначение на специально придуманную для неё должность — второй надзирательницы над фрейлинами. Заняв это место, она сумела добиться сильного влияния на своих подчинённых и распоряжалась их судьбой по своему усмотрению. У принцессы был при дворе сильный покровитель, который считал себя в долгу у Биронов и потому считавший своим долгом заботиться о ней. Это был Чоглоков, гофмейстер великого князя Петра Фёдоровича. Он ввёл Екатерину Ивановну в интимный кружок великого князя. Немецкое происхождение её завоевало ей симпатии Петра, а неизменное терпение, с которым она выслушивала проекты великого князя, ещё увеличило его благосклонность к ней. По некоторым сведениям, она была замешана в различных интригах, устраивала и расстраивала браки фрейлин, исполняла поручения иностранных резидентов в Санкт-Петербурге.
К этому времени решили выдать принцессу замуж. Отыскали для неё жениха, камергера Петра Салтыкова (сына генерал-полицмейстера), который, по приказанию своей матери, немедленно принялся ухаживать за принцессой и вскоре сделал ей предложение. Принцесса ответила ему решительным отказом. Салтыков, наученный великой княгиней Екатериной Алексеевной, которой и принадлежала инициатива выдать Екатерину Ивановну замуж, явился к императрице и умолял дать соизволение на брак. Елизавета Петровна потребовала принцессу к себе и советовала не пренебрегать такой выгодной партией. Однако императрица заболела и не могли содействовать женитьбе. Тогда императрица сама нашла ей другого жениха, князя Григория Хованского. Однако этот брак тоже не состоялся. Хованский под разными предлогами успел испросить разрешение уехать в армию и таким образом отделался от невесты.
Императрица отыскала третьего жениха, на этот раз барона Александра Ивановича Черкасова (1728—1788), человека очень неглупого и получившего прекрасное образование. Барон сразу оценил выгоды брака с горбатой курляндской принцессой, зная, что женитьба, по повелению императрицы, выдвинет его вперёд и даст ему особую благосклонность государыни. Екатерина Ивановна вышла за него замуж и брак их был довольно счастлив. Супруги прожили вместе 35 лет. Со времени замужества Черкасова стала редко появляться при дворе, посвящая своё время почти исключительно воспитанию детей, которых у неё было двое: сын Пётр (1762—1828) и дочь Елизавета (1761—1832), впоследствии вышедшая замуж за полковника Е. И. Пальменбаха. После воцарения Петра добилась возвращения отца из ссылки.
Скончалась Черкасова 31 марта 1797 года в Митаве. Набальзамированный труп её в начале XX века находился в Митавском герцогском дворце.

## Семья
- Муж — Черкасов, Александр Иванович
- Дочь — Пальменбах, Елизавета Александровна
- Сын — Черкасов, Пётр Александрович

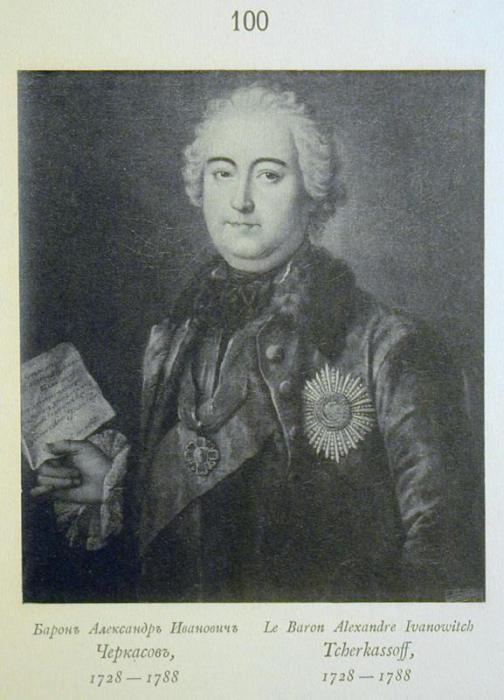
Черкасов, Александр Иванович
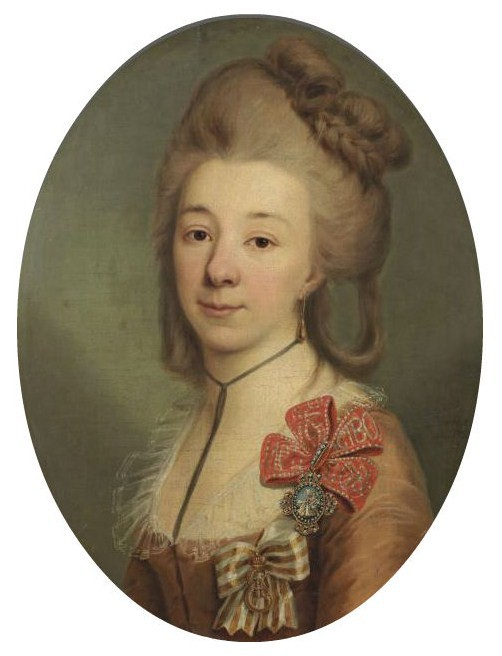
Пальменбах, Елизавета Александровна
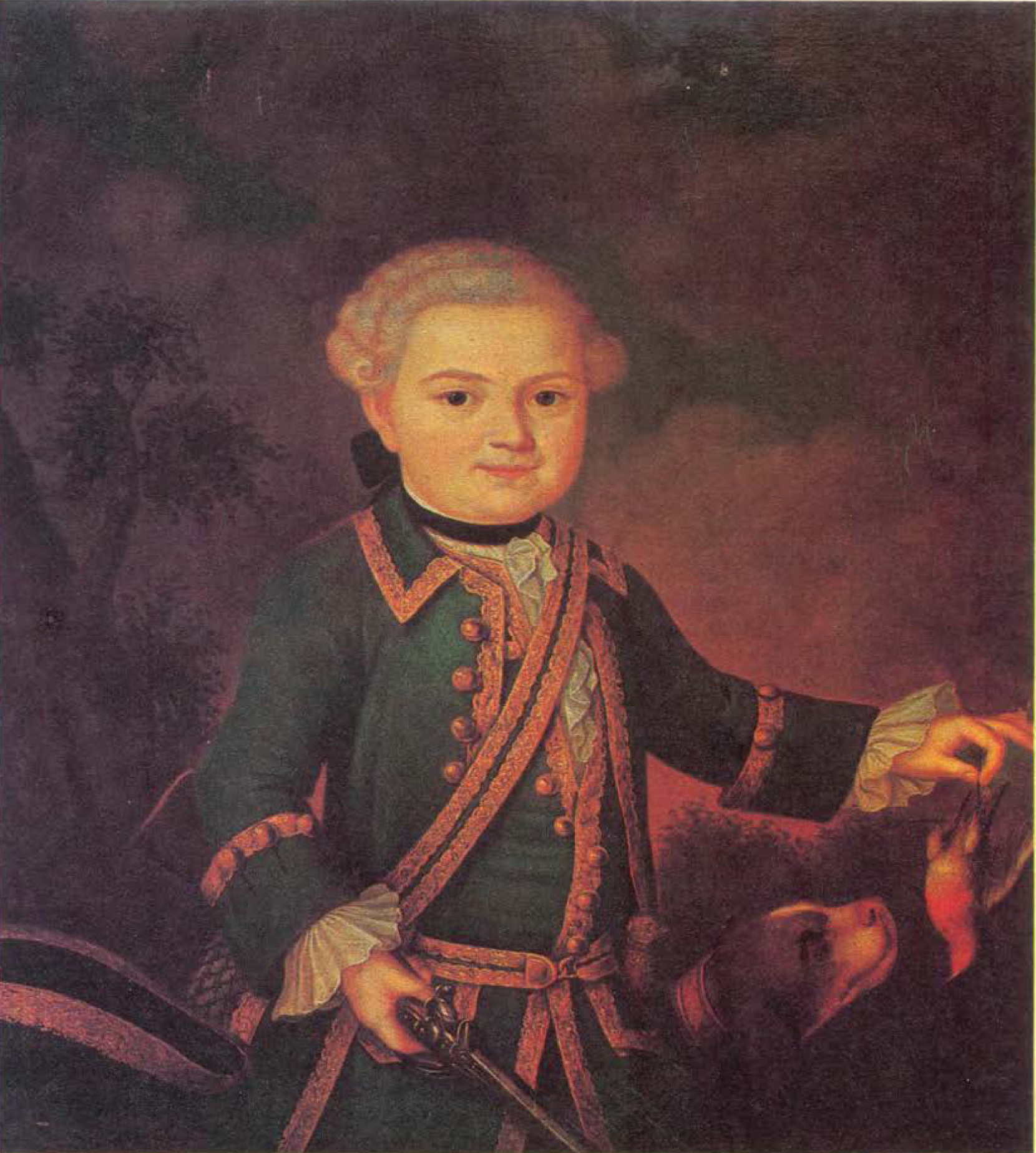
Черкасов, Пётр Александрович